# Jacques Blanc
Jacques Blanc (Rodez, 21 ottobre 1939) è un politico francese, parlamentare di lunga data, presidente del Consiglio regionale della Linguadoca-Rossiglione, primo presidente del Comitato delle regioni dal 1994 al 1996 e Cavaliere della Legion d'onore.

## Biografia
Completò gli studi di medicina a Tolosa e iniziò a esercitare la professione medica, specializzandosi in neuropsichiatria.
Nei primi anni '70 inizia il suo impegno in politica, all'interno dei Repubblicani Indipendenti e poi nel Partito Repubblicano, di cui è segretario generale (1978-1982). Con i Repubblicani è attivo nell'Unione per la Democrazia Francese, nel 1978 diventa vicepresidente dell'UDF. Nel 1997 aderisce a Democrazia Liberale. Da questo partito, nel 2002 aderisce all'Unione per un Movimento Popolare, che nel 2015 si trasforma nei Repubblicani .
Ha ricoperto numerosi incarichi nel governo locale. Dal 1970 al 1988 è stato consigliere dipartimentale della Lozère. Dal 1971 al 2001 e di nuovo dal 2008 al 2020 è stato sindaco di La Canourgue. Dal 1973 al 2010 è stato consigliere regionale della Linguadoca-Rossiglione. Per tre mandati (dal 1986 al 2004) ne è stato presidente della regione. Nel 1994 è diventato il primo presidente dell'allora Comitato delle regioni, carica che ha mantenuto fino al 1996.
Negli anni 1973-1977 e 1978-2001 è stato deputato dell'Assemblea nazionale per la V, VI, VII, VIII, IX, X e XI legislatura, ricoprendo per un certo periodo la carica di vicepresidente della camera bassa del Parlamento francese. Dal marzo 1977 al marzo 1978 è stato segretario di Stato per l'agricoltura nel governo guidato da Raymond Barre. Nel 2001 è stato eletto al Senato francese, mandato che ha ricoperto fino al 2011, quando non è stato rieletto.